# Slabce
Slabce (en allemand : Slabetz) est un bourg (městys) du district de Rakovník, dans la région de Bohême-Centrale, en Tchéquie. Sa population s'élevait à 730 habitants en 2020.

## Géographie
Slabce se trouve à 12 km au sud de Rakovník et à 53 km à l'ouest-sud-ouest de Prague.
La commune est limitée par Panoší Újezd au nord, par Pavlíkov au nord-est, par Hřebečníky à l'est, par Hradiště et Zvíkovec au sud, et par Chříč et Krakovec à l'ouest.

## Histoire
La première mention écrite de la localité date de 1352. La commune a le statut de městys depuis le 29 mai 2007.

## Administration
La commune se compose de huit quartiers :
- Slabce
- Kostelík
- Malé Slabce
- Modřejovice
- Nová Ves
- Rousínov
- Skupá
- Svinařov

## Transports
Par la route, Slabce se trouve à 15 km de Rakovník et à 73 km de Prague.